# Dungeons and Dragons: Tower of Doom
Dungeons and Dragons: Tower of Doom (ou Tower of Doom) est un jeu vidéo du type beat them all avec des aspects jeu vidéo de rôle, développé et édité par Capcom en janvier 1994. C'est le premier d'une série de deux jeux en arcade basés sur l'univers de Mystara (le second volet de la saga s'intitule Dungeons and Dragons: Shadow over Mystara),.

## Description
Tower of Doom se déroule dans l'univers de Mystara, un décor de campagne pour le jeu de rôle médiéval-fantastique Donjons et Dragons développé par TSR.

## Système de jeu
Dungeons and Dragons: Tower of Doom est un beat them all à défilement horizontal avec des éléments de jeu vidéo de rôle. Son gameplay est très technique : en plus des traditionnelles attaques simples et des sauts, le jeu gère des parades, des attaques en puissance, des attaques en rotation, l'accroupissement et l'esquive. Il est possible de lancer toutes sortes de projectiles : dagues, marteaux, flèches et huile enflammée. Enfin l'usage des sorts est possible en fonction de la classe choisie.

## Portage
Une compilation des deux titres de la série sortie en arcade est éditée sur deux CD-ROM en 1999 : Dungeons and Dragons Collection. Disponible seulement au Japon sur Sega Saturn et toujours éditée par Capcom, cette version du jeu est limitée à deux joueurs en mode coopératif.